# 2-га піхотна бригада (Естонія)
2-га піхотна бригада (ест. 2. Jalaväebrigaad) — піхотна бригада сухопутних військ Естонії. Основний військовий підрозділ на півдні Естонії. Штаб бригади розташовано в селі Сірґу волості Луунья повіту Тартумаа та під командуванням полковника Ееро Ребо.

## Історія
Від 1 серпня 2014 року Південний район оборони був реорганізований як 2-га піхотна бригада.

## Структура
2-га піхотна бригада:
У складі 2-ї піхотної бригади будуть розгортатися нові підрозділи задля досягнення повних бойових спроможностей до 2022 року. Запланована структура передбачає:
- рота управління (штаб)
- Піхотний батальйон Купер'янова (Виру)
- 2-й піхотний батальйон
- 3-й піхотний батальйон
- артилерійський дивізіон
- зенітний дивізіон
- інженерний батальйон
- батальйон служби бойової підтримки (Виру)
- розвідувальна рота
- протитанкова рота

## Командування
- Енно Мотс 2014–2015
- Ееро Ребо 2015–сьогодення

## Зовнішні посилання
- Official website [Архівовано 5 червня 2017 у Wayback Machine.] (ест.)